# Acalolepta bolanica
Acalolepta bolanica es una especie de escarabajo longicornio del género Acalolepta, tribu Monochamini, subfamilia Lamiinae. Fue descrita científicamente por Aurivillius en 1925.
Se distribuye por Papúa Nueva Guinea. Mide aproximadamente 27-48 milímetros de longitud.